# Reconvención
La reconvención, también conocida como demanda reconvencional, es aquella demanda judicial que ejerce el demandado, en el mismo proceso judicial, al momento de contestar la demanda de la que ha sido objeto. Además de pedir la absolución, el demandado introduce nuevas peticiones al tribunal frente a la otra parte (el demandante). El demandado se transforma, a su vez, en demandante y el demandante en demandado. El efecto de la demanda reconvencional es que ambas partes se demandan mutuamente. Habrá dos procesos que concluirán con una única sentencia. La reconvención será deducida en el mismo escrito de la contestación de la demanda, no es posible hacerlo después. 
La demanda reconvencional está contemplada en la ley, por motivos de economía procesal, para evitar una multiplicidad de juicios. Por otro lado, de esa manera se evitará el pronunciamiento de sentencias contradictorias respecto de pretensiones conexas.
En síntesis, la acumulación de pretensiones en contra del demandante es lo que se conoce como reconvención.

## Requisitos
- Es necesario complementar los requisitos prescriptos para el escrito de demanda en cuanto a la exposición de los hechos, derecho, cosa demandada, petición y prueba documental.
- Deducirla en el mismo escrito de la contestación de demanda.
- El tribunal que interviene en la demanda principal debe tener competencia para conocer de la reconvención, o ser admisible la prórroga de competencia. El juez debe ser competente por razón de materia para las dos pretensiones prescindiendo de distinguir las materias civil y comercial.
- Que sea susceptible de ventilarse por los mismos trámites de la demanda principal, por razones de orden procesal.
- Que derive de la misma relación jurídica o sea conexa con la pretensión originaria y que se funde en un interés directo del reconviniente en contra del actor.
- Para que la demanda de reconvención produzca efectos no es necesario que se desestimen las pretensiones de la demanda inicial. Es decir, la demanda de reconvención no tiene que atacar directamente la demanda inicial, de modo que al final, el juez, decidirá sobre ambas demandas sin que una excluya a la otra.

## Procedimiento
Se dará traslado al actor, que deberá responder dentro de quince días. Dentro de los primeros diez podrá oponer excepciones de previo y especial pronunciamiento.
La contestación de la reconvención debe limitarse a las cuestiones incluidas en ella y por esto no puede refutar las manifestaciones formuladas en la contestación de demanda.